# Guaimaro di Sorrento
Guaimaro (Jefuno; 1035 circa) è stato un nobile longobardo.
Figlio del duca Guido di Sorrento, fu il capostipite della famiglia Giffone.

## Biografia

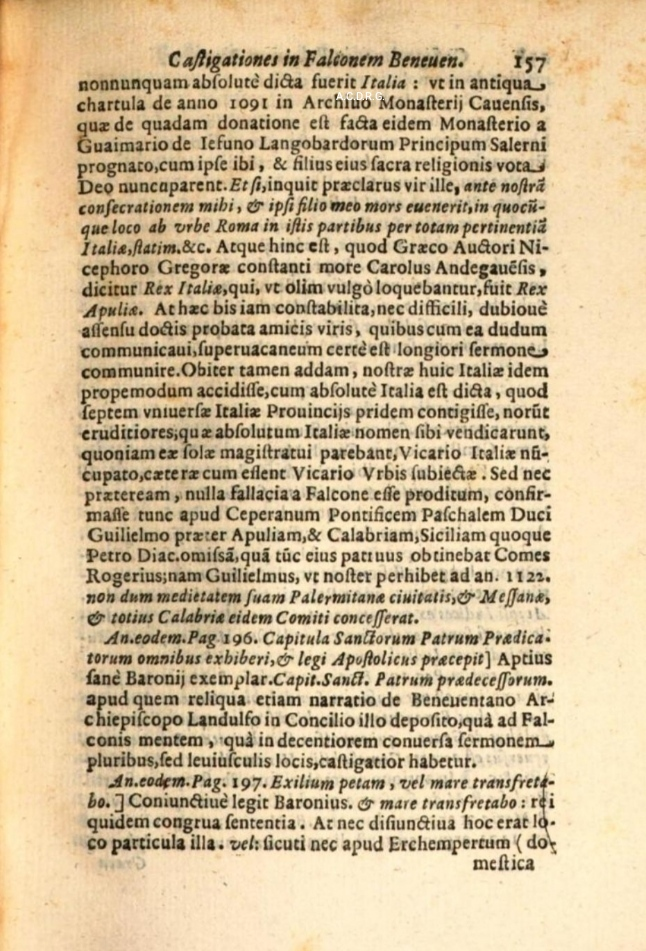
Camillo Pellegrino Historia Principum Langobardorum, Guaimario de "Jefuno" origine della famiglia Giffone

Figlio del duca di Sorrento Guido, cognato di Guglielmo Braccio di Ferro e Guglielmo d'Altavilla.
In un documento del 1091, dell'archivio dell'Abbazia territoriale della Santissima Trinità di Cava de' Tirreni, si legge che Guaimaro di Sorrento fu il capostipite della famiglia Giffone. Il documento viene confermato dallo scrittore Camillo Pellegrino.
La regione detta Stato di Giffoni fu contea longobarda, e nel 1066 il feudo era in possesso di Guaimario, nipote del principe di Salerno (Guaimario III di Salerno). In tempi medioevali, la dorsale principale dei Monti Picentini faceva da confine tra i ducati longobardi di Benevento e Salerno. Numerosi sono i ruderi di fortini longobardi sulle cime strategiche per il controllo dei valichi, tra cui il castello di Terravecchia.
Sua sorella Maria di Sorrento sposa nel 1058 o 1059, Guglielmo d'Altavilla. Guglielmo ereditò tutti i possedimenti di Guido nel Principato di Salerno e combatté contro il successore di Guaimario, Gisulfo II, le cui terre occupò fino a lasciare ben pochi possedimenti all'effettivo Principe di Salerno. Entrò quindi in conflitto anche contro il fratello Roberto, quando questi venne in aiuto di Gisulfo che gli aveva promesso in moglie sua sorella Sichelgaita di Salerno. Le relazioni tra i fratelli si appianarono poi in seguito.

Suo zio Guaimario IV, riconobbe a Guglielmo I d'Altavilla il primo titolo di Conte di Puglia. Per legarlo a sé gli offrì in moglie la sorella di Guaimario di Sorrento, Guida di Sorrento. Nacque così la Contea di Puglia.